# Verlorene Armee des Kambyses

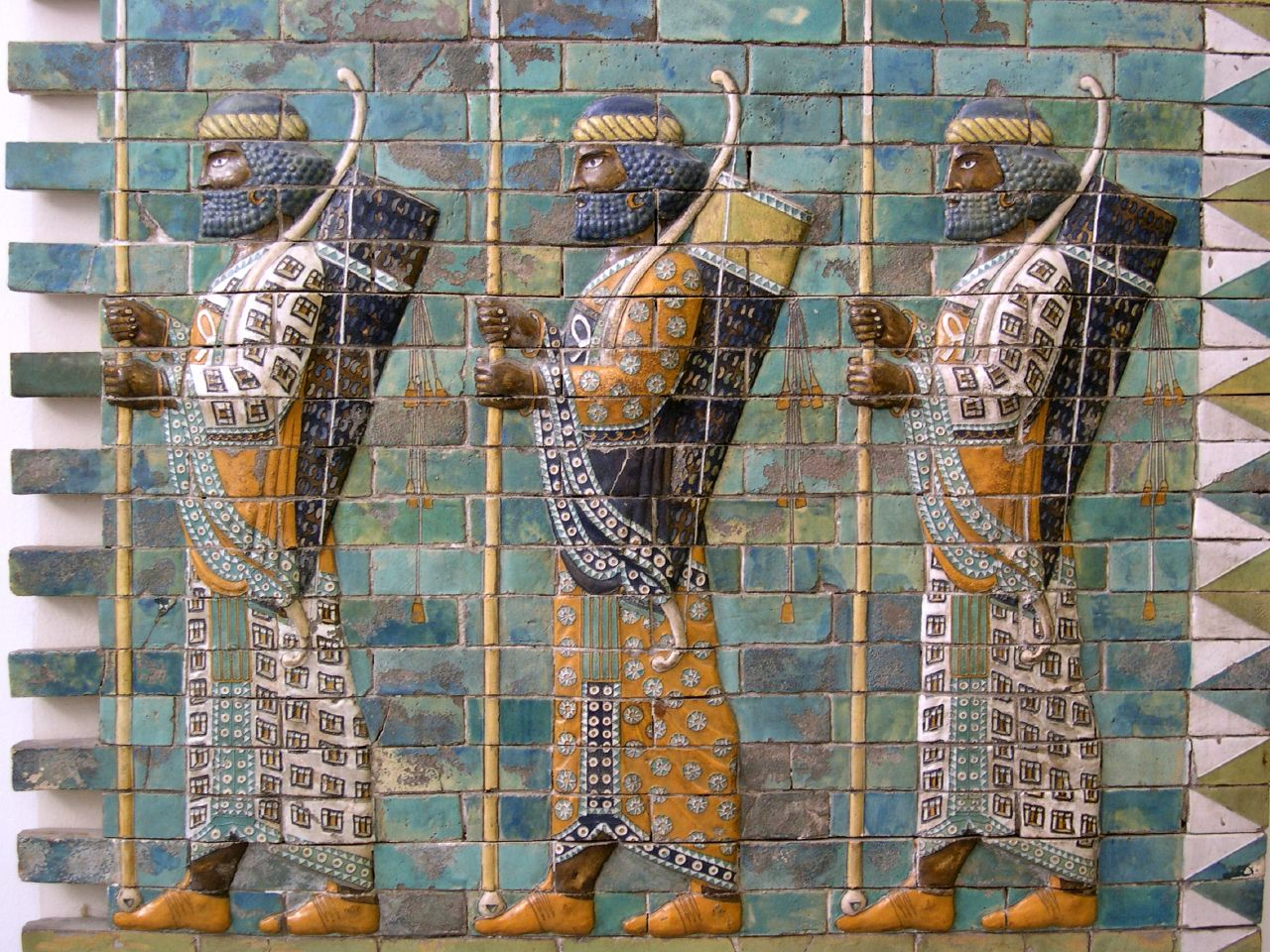
Persische Krieger, aus dem Fries des Palasts des Dareios I., heute Pergamonmuseum, Berlin

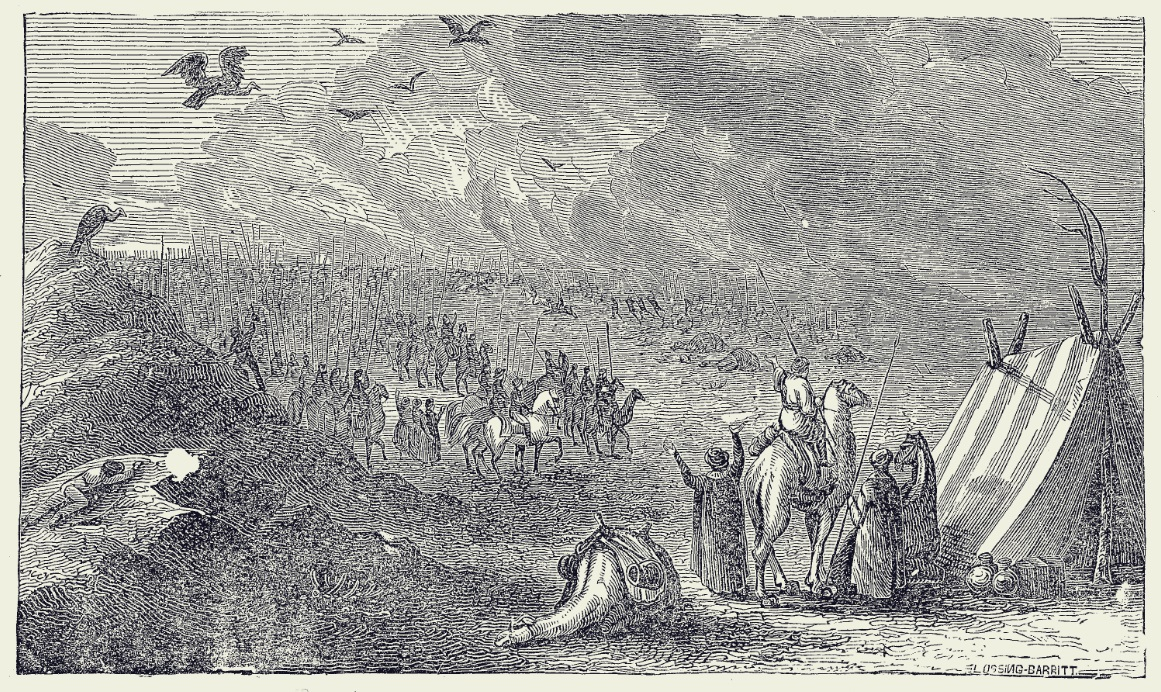
Stich aus dem 19. Jahrhundert

Entwicklung des Achämenidenreichs unter Kyros II., Kambyses II. und Dareios I.

Die verlorene Armee des Kambyses war nach einem Bericht von Herodot ein 50.000 Mann starkes persisches Heer, das im Jahr 524 v. Chr. in der Wüste Ägyptens in einem Sandsturm unterging.

## Hintergrund
Kambyses II., ältester Sohn von Kyros II., regierte das Achämenidenreich von 529 v. Chr. bis zu seinem Tod 522 v. Chr. Er nahm kurz nach der Schlacht bei Pelusium 525 v. Chr. Gaza und Memphis ein und schickte den Pharao Psammetich III. ins Exil.

## Die Legende der verlorenen Armee
Laut Herodot sandte er von Theben aus eine Armee nach Westen, um das Orakel des Amon in der Oase Siwa zu zerstören, deren Priester ihn nicht anerkannt hatten. Er selbst unternahm einen Feldzug nach Nubien. Nach einem siebentägigen Marsch geriet die entsandte Armee laut Herodotus in einen Sandsturm und verschwand.

## Historische und archäologische Untersuchungen
Gerhard Rohlfs schrieb 1881: „Wenn wir indess so die bedeutenden Verheerungen constatiren können, die der Wind nach und nach auf die Sandmassen auszuüben im Stande ist, so sind die Wirkungen auch des heftigsten Sandsturmes keineswegs im Stande Menschen oder Thiere so zu verschütten, dass sie daran sterben könnten. Menschen und Thiere, wenn sie reichlich mit Wasser und Nahrung versehen sind, werden immer Kraft genug haben, den Staub und Sand von sich abzuschütteln (...)  kann nur Erschöpfung, Hunger und Durst, verursacht vielleicht dadurch, dass die Armee sich verirrte, oder absichtlich vom Wege abgeleitet wurde, der Grund des Unterganges gewesen sein.“
Im Januar 1933 suchte Orde Wingate ohne Erfolg in der Westlichen Wüste von Ägypten, heute als Libysche Wüste bekannt. Ladislaus Almásy suchte in den 1930er Jahren nach den Spuren der Armee. Hansjoachim von der Esch (1899–1976) forschte vor Ort.
Gary S. Chafetz, ein US-amerikanischer Journalist und Autor, unternahm zusammen mit Wissenschaftlern von September 1983 bis Februar 1984 auf den Spuren von Esch eine Expedition. Sie wurde von der Harvard University, der National Geographic Society, der Egyptian Geological Survey and Mining Authority und dem Centro Studi Ricerche Ligabue finanziell unterstützt. Es wurden Grabhügel untersucht, doch waren diese 1000 Jahre älter als das Ereignis.
2000 fanden Geologen der Helwan-Universität Knochen, Reste von Waffen und Textilien, die Überreste des Ereignisses darstellen könnten.
Die italienischen Dokumentarfilmer Alfredo und Angelo Castiglioni machten 1996 einen 35 m langen, 1,8 m hohen und 3 m breiten Fels als mögliche Fundstätte nahe der Oase Siwa aus. Zusammen mit Wissenschaftlern bargen sie Skelette und Überreste von Waffen aus Bronze und Schmuck aus Silber. Sie postulierten, dass die persische Armee nicht den ungefähr 800 km langen Weg von Theben über Charga, Dachla, Farafra nach Siwa gewählt hatten, sondern einen längeren Weg von Charga nach Westen bis Gilf el-Kebir und dann nach Norden zur Oase Siwa. Dario Del Bufalo, Archäologe von der Università del Salento, erklärte, in der Wüste sei nunmehr die Stelle gefunden worden, an der sich die Tragödie ereignet habe. Sie machten ihre Funde 2009 bekannt. Andere Besucher fanden einige Jahre später vereinzelte weitere menschliche Knochen.
Historiker wie etwa Gaballah Ali Gaballah, Generalsekretär des ägyptischen Obersten Rats für Altertümer von 1997 bis 2002, warnen davor, dem Bericht Herodots ganz zu glauben, denn die Griechen und Ägypter hatten eine negative Haltung zu den Persern.
Olaf E. Kaper, Archäologe an der Universität Leiden, bezweifelte in seinem Vortrag auf der International Conference of the ERC project BABYLON in Leiden im Juni 2014, dass eine Armee in einem Sandsturm umkommen könne. Die persische Armee sei wahrscheinlich auf dem Weg nach Amhaida in der Senke Dachla gewesen und von Petubastis IV. Seheribre niedergekämpft worden, der sich 522 v. Chr. als Pharao in Memphis krönen ließ. Der persische König Dareios I. schlug den Widerstand in Ägypten nieder.

## Kulturelle Rezeption
Geoffrey Chaucer erwähnte Kambyses in seinen Canterbury Tales und riet zum Maßhalten beim Alkoholgenuss, unterstellend, dass Kambyses seine Armee betrunken in Rage losgeschickt habe.